# Colin Morgan (judoka)
Colin Morgan (ur. 12 listopada 1973) – kanadyjski judoka. Olimpijczyk z Atlanty 1996, gdzie zajął 21. miejsce w wadze półśredniej.
Startował w Pucharze Świata w latach 1992 i 1995-1997. Brązowy medalista igrzysk panamerykańskich w 1995. Pięciokrotny medalista mistrzostw Kanady w latach 1995-1998.
Brat judoki Keitha Morgana, czterokrotnego olimpijczyka z lat 1996-2008.

## Letnie Igrzyska Olimpijskie 1996
| Konkurencja | Eliminacje                | Klas. końcowa |
| Konkurencja | Przeciwnik I              | Miejsce       |
| ----------- | ------------------------- | ------------- |
| 78 kg       | Soso Liparteliani (GEO) P | 21.           |